# 4299 WIYN
دابليو آي واي أن (ويعرف أيضًا باسم 4299 دابليو آي واي أن وفق تسمية الكوكب الصغير) (بالإنجليزية: WIYN)‏ هو كويكب ضمن حزام الكويكبات؛ وترتيبه 4299 من حيث الاكتشاف.
اكتُشف هذا الجُرم الفلكي بواسطة Indiana Asteroid Program ‏ في 28 أغسطس 1952.

## وصلات خارجية
- 4299 WIYN في قاعدة بيانات مختبر الدفع النفاث لأجرام النظام الشمسي الصغيرة

- الاكتشاف · مخطط المدار ·  العناصر المدارية · المعلمات المادية

- 4299 WIYN على موقع ويكي سكاي: DSS2, SDSS, GALEX, IRAS, Hydrogen α, X-Ray, Astrophoto, Sky Map, Articles and images